# Katie Stengel
Katherine Nicole "Katie" Stengel (Melbourne, Florida, Estados Unidos; 29 de febrero de 1992) es una futbolista estadounidense que juega de delantera para el NJ/NY Gotham FC de la National Women's Soccer League de Estados Unidos.
Anteriormente jugó para el Washington Spirit y para el equipo alemán Bayern Munich, además de jugar en Western Sydney Wanderers de la W-League australiana. En 2012 también formó parte del equipo nacional sub-20 de Estados Unidos que ganó la Copa Mundial Femenina Sub-20 de la FIFA 2012 y el Campeonato Sub-20 Femenino CONCACAF 2012.
La hermana menor de Stengel, Jackie, juega para la Universidad Estatal de Carolina del Norte y su padre, Scott, jugó para la Academia de la Fuerza Aérea.

## Clubes
| Club                              | País           | Año             |
| --------------------------------- | -------------- | --------------- |
| Los Angeles Blues                 | Estados Unidos | 2013 - 2014     |
| Bayern de Múnich                  | Alemania       | 2014 - 2015     |
| Washington Spirit                 | Estados Unidos | 2016 - 2017     |
| Western Sydney Wanderers (cedida) | Australia      | 2016 - 2017     |
| Boston Breakers                   | Estados Unidos | 2017            |
| Newcastle Jets (cedida)           | Australia      | 2017 - 2018     |
| Utah Royals                       | Estados Unidos | 2018 - 2019     |
| Newcastle Jets (cedida)           | Australia      | 2018 - 2019     |
| Canberra United FC (cedida)       | Australia      | 2019 - 2020     |
| Houston Dash                      | Estados Unidos | 2020 - 2021     |
| Vålerenga                         | Noruega        | 2021 - 2022     |
| Liverpool                         | Inglaterra     | 2022 - 2023     |
| NJ/NY Gotham FC (cedida)          | Estados Unidos | 2023 - presente |